# Take to the Skies
Take to the Skies ist das erste Studioalbum der britischen Post-Hardcore-Band Enter Shikari. Es wurde am 25. März 2007 erstmals in Großbritannien veröffentlicht. Allein in der ersten Verkaufswoche konnten 28.000 Exemplare des Werkes verkauft werden, so dass es Platz 4 der offiziellen Albumcharts des Vereinigten Königreichs erreichen konnte. Darüber hinaus konnten bis heute weltweit mehr als 250.000 Exemplare abgesetzt werden. In Großbritannien erhielt es später für über 100.000 Verkäufe Gold-Status. Die beiden Lieder Anything Can Happen in the Next Half Hour und Jonny Sniper wurden als Singles ausgekoppelt.

## Hintergrund
Das Album beinhaltet zahlreiche Demos, EPs und Lieder, welche bereits vor Erscheinen des Debüt-Albums vorgestellt wurden. Der Song Sorry You’re Not a Winner fand sich bereits auf der gleichnamigen EP aus dem Jahre 2003 wieder. Später wurde dieser Track im Jahre 2006 gemeinsam mit der Single OK, Time For Plan B wiederveröffentlicht. Bereits zwei Jahre zuvor war die bis dahin dritte EP Anything Can Happen in the Next Half Hour erschienen, aus der sowohl die gleichnamige Single als auch Jonny Sniper entstammen. Auch die Demo-Version von Mothership wurde bereits im Jahre 2006 vorveröffentlicht.
Nach der Veröffentlichung des Albums in Europa, suchte die Band sehr lange nach einem Label, über welches man Take to the Skies auch in Nordamerika auf den Markt bringen konnte. Schließlich wurde das Album über Tiny Evil Records am 30. Oktober 2007 veröffentlicht.
Der Hintergrund über die Benennung der Albumtracks 1, 5, 9, 11,13 und 17 ist nicht eindeutig geklärt. In einigen Versionen werden diese als untitled wiedergegeben; beispielsweise in der digitalen Version wird der erste Track als Stand Your Ground; This Is Ancient Land und die übrigen, genannten Songs als Interlude bezeichnet.
Bei der iTunes-Bezeichnung erhalten die Titel 9 und 17 die Namen Reprise 1 und Reprise 2. Track 17 wird mitunter auch als Closing bezeichnet.

## Titelliste
| Nr. | Titel                                                                            | Länge |
| --- | -------------------------------------------------------------------------------- | ----- |
| 1.  | "Untitled" (Stand Your Ground; This Is Ancient Land – auf der digitalen Version) | 1:08  |
| 2.  | Enter Shikari                                                                    | 2:52  |
| 3.  | Mothership                                                                       | 4:30  |
| 4.  | Anything Can Happen in the Next Half Hour                                        | 4:32  |
| 5.  | "Untitled"                                                                       | 1:01  |
| 6.  | Labyrinth                                                                        | 3:51  |
| 7.  | No Sssweat                                                                       | 3:16  |
| 8.  | Today Won’t Go Down in History                                                   | 3:34  |
| 9.  | "Untitled" (Reprise 1)                                                           | 1:28  |
| 10. | Return to Energiser                                                              | 4:35  |
| 11. | "Untitled"                                                                       | 0:18  |
| 12. | Sorry You’re Not a Winner                                                        | 3:52  |
| 13. | "Untitled"                                                                       | 0:35  |
| 14. | Jonny Sniper                                                                     | 4:01  |
| 15. | Adieu                                                                            | 5:40  |
| 16. | OK, Time for Plan B!                                                             | 4:55  |
| 17. | "Untitled" (Reprise 2)                                                           | 2:45  |

## Singleauskopplungen
| Jahr | Titel                                     | Höchstplatzierung, Gesamtwochen, AuszeichnungChartsChartplatzierungen (Jahr, Titel, , Platzierungen, Wochen, Auszeichnungen, Anmerkungen) | Anmerkungen                            |
| Jahr | Titel                                     | UK | Anmerkungen                            |
| ---- | ----------------------------------------- | --- | -------------------------------------- |
| 2007 | Anything Can Happen in the Next Half Hour | UK27 (4 Wo.)UK | Erstveröffentlichung: 18. Februar 2007 |
| 2007 | Jonny Sniper                              | UK75 (1 Wo.)UK | Erstveröffentlichung: 18. Juni 2007    |

## Kommerzieller Erfolg

### Chartplatzierungen
| ChartsChartplatzierungen     | Höchstplatzierung | Wochen |
| ---------------------------- | ----------------- | ------ |
| Deutschland (GfK)            | 93 (1 Wo.)        | 1      |
| Vereinigtes Königreich (OCC) | 4 (7 Wo.)         | 7      |

### Auszeichnungen für Musikverkäufe
| Land/Region                  | Auszeichnungen für Musikverkäufe (Land/Region, Auszeichnung, Verkäufe) | Verkäufe |
| ---------------------------- | ---------------------------------------------------------------------- | -------- |
| Vereinigtes Königreich (BPI) | Gold                                                                   | 100.000  |
| Insgesamt                    | 1× Gold ·                                                              | 100.000  |

## Besetzung
- Roughton „Rou“ Reynolds – Gesang, Gitarre, Keyboard, Synthesizer, Programmierung, Samples, Elektronik, Texte
- Chris Batten – Bass, Gesang
- Liam „Rory“ Clewlow – Gitarre, Gesang
- Rob Rolfe – Schlagzeug